# 佐伯祐三贋作事件
佐伯祐三贋作事件（さえきゆうぞうがんさくじけん）は岩手県遠野市在住の女性が福井県武生市（現：越前市）に寄贈を申し出た未発表の佐伯祐三作品が贋作であると鑑定され、同人が寄贈を申し出た作品とは別の作品について詐欺を行ったとして逮捕された事件である。武生市は寄贈された作品を所蔵・展示する美術館の建設を計画していたが、鑑定結果を受けてこの計画を中止した。

## 経緯

### 佐伯未公開作品の寄贈申し入れ・受け入れ
1994年〈平成6年〉1月、遠野市在住の女性会社役員（以下、A）から遠野市と武生市に対し自らが保有する佐伯作品のコレクションを寄贈するとの申し入れがあったことが発端である。Aの父親・吉薗周蔵は生前の佐伯と知己であり、このことから個人的に佐伯の絵画を所有していたとの触れ込みだった。
この申し入れを受けて4月には小泉剛康武生市長が遠野市までAを訪問、遠野市も6月にはA所有コレクションの寄贈を前提に「佐伯美術館」の新設を計画した。7月には遠野市・武生市・A、さらに美術館連絡協議会理事長であった河北倫明による4者会談が行われ武生市はコレクション寄贈を受け入れることを表明、8月にはAから武生市に佐伯作品とされる38点が寄贈された。しかし遠野市では9月市議会でコレクション真贋問題が浮上、結果として美術館計画を断念した。
同年11月25日、武生市は佐伯祐三未公開作品38点について、Aからの寄贈を受け入れる方針を明らかにし、寄贈された絵画の一部（修復済みの寄贈作品5点）を市議会全員協議会で初公開した。更に協議会では小泉武生市長が、寄贈を受けた作品とは別の11点の購入、選定委員会の設置についても方針を明らかにした。

### 真贋論争
同年12月18日、武生市が委任した美術専門家5人による選定委員会(座長・河北倫明)の初会合が東京都内のホテルで開催。同委員会は、寄贈を受けた作品が佐伯作品であると認定。報告を受けた武生市は同日、Aから寄贈を受けることを正式に決定した。
同年12月25日に武生市に寄贈された作品の一部が、以前東京美術倶楽部が偽作と鑑定していた事が報道されたことから真贋論争が激しくなっていく。東京美術倶楽部は、1993年〈平成5年〉2月〜4月にAが所有していた油絵16点・水彩画30点について美術品販売会社社長を通じて鑑定依頼を受け、持ち込まれた46点全てを科学調査した結果
1. キャンバスがテトロン[注釈 1]を含んでいる
2. 絵の具が酸化していない
3. 画布を打ち付けた釘が錆びていない

などの理由から「数年以内に描かれたもの」と判定。但し、鑑定結果は東京美術倶楽部からA子側に伝えられなかった。
この日は東京美術倶楽部の定例鑑定委員会が開かれ、｢倶楽部に鑑定に持ち込まれた一連の作品はすべて偽作｣と再度確認。画商業界でこれらの作品を扱わないよう注意を呼びかけた。委員会終了後、三谷敬三会長と鑑定委員の長谷川徳七日動画廊社長が緊急記者会見。「見た瞬間に贋作と分かったが、約2ヶ月間科学的にも慎重に検査した結果、すべて偽作と鑑定した。今月武生市から5作品の照会があり、そのうち一点が武生市が公開したものと一致した」と経緯を説明。三谷会長は｢業界を守るために鑑定しており、鑑定結果には自信がある｣と話した。一方、武生市側は「東京美術倶楽部が鑑定していたことは知らなかった。また鑑定があったかどうか、市の方から照会した事実もない。」としており、両者の発言に食い違いが見られた。
これに加えてAが、自らのコレクションを武生市や遠野市に寄贈を申し出た少し後に宮崎県都城市に対しても寄贈を申し入れていたことが判明。2月に申し入れを受けていたが、翌3月に都城市から寄贈関連書類を送付した所、Aから断りのFAXが入り武生市とも寄贈の話しが進んでいる事を知ったと言う。
この報道を受け、武生市から委託され絵を修復した京都市の絵画修復師は「絵の縁は紙で覆ってほつれないようにしてあり、繊維は取れないはず。佐伯はくぎを抜いて丸めて送っており、額装されたのは最近」と指摘。｢贋作はナンセンス｣としている。河北理事長は「鑑定委員会は、佐伯作品がたくさん出回ると絵画市場が混乱するから、そんなことをいっているのではないか。市側は、商業的なことにわずらわされず、きちんと研究してほしい」と話し、贋作鑑定に真っ向から反論した。小泉武生市長は「贋作だといわれても、どういう調査なのか聞いていないので、何ともいえない。選定委員会の先生の意見を重視するのが、市としての道。科学的な鑑定は、論争が高まればしないこともない」と話した。
1995年〈平成7年〉2月、武生市は検査を実施するため選定委・市会議員の立会いのもと、寄贈絵画38点のうち12点の張り代から画布を切り取り、2つの検査機関に提出。検査を依頼した2つの機関とも、繊維は麻でテトロンは含んでいないと断定。2月27日に武生市の佐伯美術館準備委員会は「東京美術倶楽部が贋作と断定したとされる理由のうち、市民に最も疑わしいイメージを与えたテトロンの混入の事実はないことが証明された」とした。この時の新聞報道では「問題なのは、一連の過程が密室で行われ、市民がずっとかやの外だったことだ。なぜ佐伯作品が武生に来るのか、いまだに分からないことばかり。その説明を今後も求めていきたい」と、市民不在で美術館設立を進めてきた武生市行政に対する市民の不満も伝えられた。
2月23日、朝日晃・脇村義太郎・山尾薫明の3名が武生市に対し、佐伯祐三の日記や書簡・米子夫人による手紙などA子から提出された裏付け資料の公開などを求めて要望書を提出。同年4月、小林頼子が武生市美術館準備室の特別研究員として臨時職員となり、裏付け資料の分析調査を開始。
同年4月14日、京都府立芸術文化会館において第二回選定委員会を開催。河北座長は病気で欠席し、4委員(富山秀男、陰里鉄郎、西川新次、三輪英夫)の他に小林特別研究委員と堀江助役が参加。新たに寄贈の内諾を得た『郵便配達夫』が選定委員に示され、「一級品ないし並品」と判定。未修復の33点に関しても「調査研究に値する」と判断。
同年8月30日、NHKクローズアップ現代が真贋論争について放送。
同年9月2日、東京にて武生市調査審議委員会（武生市長・武生市美術館準備室長・小林頼子・選定委員会で構成される）が開催。小林より、吉薗周蔵（Aの父）と佐伯の交友関係について「交友があったとする事実を裏付ける材料がなく、資料の信用性も低い」と報告があったことから、未公開絵画についても「これらの資料と出所が同じで、信憑性を疑問視せざるを得ない」との意見が大勢を占めたという。9月11日、武生市は「信憑性に疑問がある」として寄贈作品全部を返却し、11月に予定していた一般公開を断念することを決定。小泉市長は「佐伯作品との明らかな確証を見いだし難いなど、条件が整わない中で公開するのは適当でない。絵画は返却することを前提に対処していきたい」とした。9月26日には武生市は寄贈された絵画の返却を正式決定した。
一方でAは知人を介して9月19日に落合莞爾の許に訪れ、武生市から返却された裏付け資料の分析調査を依頼。10月15日には筆跡鑑定人から祐三・米子の筆跡が真筆との結果が出る。
10月30日に選定委員会の座長だった河北倫明が逝去。11月11日に至って佐伯米子が、かなりの数の佐伯作品を加筆して仕上げていた事実を自ら告白している書簡が見つかったことが報道される。見つかった書簡は吉薗宛で全部で11通。筆跡鑑定人が鑑定を行い、米子が佐伯の友人の洋画家荻須高徳にあてた昭和6年3月25日付けの書簡と比較した結果、同じ米子の筆跡と判明。米子は佐伯を｢秀丸｣と幼名で呼び「秀丸そのままの絵ではだれも買っては下さらないのです。私が手をいれておりますのよ 秀丸もそれをのぞんでおりましたし」と、佐伯の同意を得て加筆していた事を主張。具体的な加筆方法についても説明している。

### 武生市最終報告
同年11月13日、第3回調査審議委員会が開催され「小林報告書」が武生市長宛に提出される。同報告書の「序」には「この報告書の目的は、寄贈絵画に関し、学術的見解を求めるため武生市が組織した調査審議委員会における判断資料として、武生市教育委員会が実施した調査事項等を取りまとめたものである。絵画展示計画の中止に合わせ調査等もうち切ったため、調査研究の完全は期せなかったが、この報告が今後の佐伯関連の学術調査にいささかなりとも寄与することとなれば幸いである」とあるが、その結論は「吉薗資料の内容に歴史事実と食い違う点が多く、近年に偽造された贋作の可能性が高い」とし「吉薗の人物像がつかめず、その佐伯との接点は考えにくい」というものであった。これを受けて12月22日に武生市から寄贈した絵画38点がAに返却され、4月12日には武生市長名にて｢準備室報告書｣が落合事務所に送付。これに対し落合は、4月19日に武生市長宛に｢準備室報告書｣に対する反論書を送付した。
同年12月21日、佐伯米子書簡の筆跡鑑定は全て現物で鑑定を行ない、複数のベテラン鑑定士が荻須あての書簡と比較し、いずれも「同一人」と断定された事が報道された。1996年1月4日、共同通信が米子書簡の全文を公開。
同年6月28日、武生市が贋作の可能性が高いとする最終報告書を発表。寄贈者であるAから、絵画の寄贈と併せて付託された佐伯直筆とされるメモや葉書、佐伯と親交があったとされる吉薗周蔵の残した資料などについて「筆跡鑑定などの結果、出所が疑わしい」とし「同じ所蔵者に由来する絵画についても真筆性が鋭く問い直されなければならない」と結論付けた。A側は「資料の解釈が先入観にとらわれており、調査は問題点が多い」と報告書に対する反論書を同市に提出しており、これについても武生市は同日公開したと報じられている。

## 関連図書
- 佐伯祐三 著、匠秀夫 編『未完佐伯祐三の「巴里日記」吉薗周蔵宛書簡』形文社、1995年4月。全国書誌番号:96002916。
- 『芸術新潮』第47巻第4号、新潮社、1996年4月、doi:10.11501/6048809、ISSN 04351657、全国書誌番号:00006598。
- 落合莞爾『天才画家「佐伯祐三」真贋事件の真実』時事通信社、1997年5月30日。ISBN 978-4788797185。 - 寄贈しようとした作品が真作であるとする立場で書かれている。
- 白矢勝一、吉留邦治『佐伯祐三《哀愁の巴里》今解き明かされる衝撃の真実』早稲田出版、2012年5月。ISBN 9784898274064。全国書誌番号:22118700。